# Баруди, Галимджан
Галимджан Баруди (наст. фамилия Галеев; 17 февраля 1857, деревня Малые Ковали, Казанская губерния, Российская империя — 6 декабря 1921) — российский татарский учёный-богослов, религиозный и общественный деятель, педагог.

## Биография
Родился в семье торговца. Когда ему было три года, его семья переехала в Казань. В 1862 году начал учиться чтению и письму в медресе Казани. В 1875 году уехал в Бухару для продолжения своего религиозного образования. В 1882 году вернулся в Казань, где стал вторым имамом в Пятой соборной мечети, за короткое время значительно преуспев по службе и увеличивая круг учеников, в том же году позволилось ему основать своё медресе. Баруди сделал это практически сразу же, дав новому медресе имя своего отца — «Мухаммадия». Вскоре его медресе становится крупным и престижным духовным училищем Казани. В 1887 году предпринял длительную поездку в Османскую империю и Египет.
С 1905 года Баруди практически полностью посвятил себя педагогической деятельности, писал учебники, активно публиковался в печати, расширял и совершенствовал учебную программу своего медресе, а число учеников в нём и авторитет созданной им мусульманской школы ещё более выросли. В 1906 году Баруди основал и возглавил журнал «ад-Дин ва-ль-адаб» (рус. «Религия и нравственность»), издававшийся в Казани, который был запрещён властями в 1908 году. В том же году Баруди был обвинён в распространении панисламистских взглядов и сослан в Вологодскую губернию. В 1913 году вернулся из ссылки и возобновил издание своего журнала до 1917 года.
Баруди также был активным деятелем мусульманского движения в Российской империи в целом. В частности, в январе и августе 1906 года он участвовал в работе 2-го и 3-го съезда мусульман России, был членом комитета правления мусульманской организации «Иттифак аль-муслимин». 1-2 мая 1917 года на Всероссийском съезде мусульман в Москве большинством голосов Динии был избран муфтием. Баруди умер в Москве в 1921 году, в последние месяцы жизни активно участвуя в работе комитета по помощи голодающим Волго-Уральского района.
Похоронен на Ново-татарском кладбище Казани.

## Творчество
- Нәмуна-и хисап. Казань, 1891 год.
- Сәвад хан. 25-бас. Казань, 1891 год.
- Лулат саләс. Казань, 1893 год.
- Мәдхаль гарәбия. Казань, 1893 год.
- Сарыф гарәби. Казань, 1898 год.
- Основы ислама. Казань, 1906 год.

## Память
Его имя носит улица в Кировском районе Казани.